# Valorisation comptable du bénévolat en France
 (juillet 2022).
 (juillet 2022).
Si le bénévole travaille sans rémunération en contrepartie, les tâches qu'il accomplit pour le compte d'une association ne sont pas pour autant sans valeur.
Ainsi, la valorisation comptable du bénévolat, normalisée depuis 1999, a pour but d'intégrer dans la comptabilité de l'association le travail fourni par les bénévoles, afin de représenter au plus près de la réalité le patrimoine de l'association, à l'instar des salariés d'une entreprise de droit privé.
Schématiquement, la valorisation comptable du bénévolat tente de répondre à la question : "Quel serait le coût de la masse salariale comptable de l'association si tous les bénévoles étaient remplacés par des salariés ?"

## Intérêts
Valoriser le bénévolat revêt de multiples intérêts pour l'association, notamment :
- Rendre compte auprès de financeurs (collectivités publiques, donateurs...) du travail effectué pour le compte de l'association ;
- Démontrer le caractère désintéressé et non lucratif de la gestion de l'association ;
- Montrer aux bénévoles et aux adhérents de l'association que leur travail, bien qu'il ne soit pas rémunéré, constitue bien une véritable ressource pour l'association, ce qui facilite la fidélisation des bénévoles et l'accueil de nouveaux adhérents ;
- etc.

## Limites
Valoriser le bénévolat ne doit pas être pris à la légère car il peut avoir de lourdes conséquences sur le statut et la gestion de l'association :
- Donner une fausse image de lucrativité aux tiers car la générosité n'a pas de prix ;
- Difficultés à estimer le coût de remplacement des bénévoles par des salariés fictifs ;
- Difficultés à distinguer les tâches réalisées par les bénévoles de celles réalisées par les salariés de l'association ;
- Requalification par l'administration de l'activité de l'association entraînant un assujetissement aux cotisations sociales et fiscales ;
- etc.

## Règles comptables
Les règles comptables relatives à la valorisation du bénévolat sont actuellement définies par le règlement n°2018-06 du 5 décembre 2018 (paru au Journal Officiel du 30 décembre 2018) de l'Autorité des Normes Comptables, et applicables depuis le 1er janvier 2020.

Article 211-2
Les contributions volontaires en nature sont valorisées et comptabilisées si les deux conditions suivantes sont réunies :
- la nature et l'importance des contributions volontaires en nature sont des éléments essentiels à la compréhension de l'activité de l'entité ;
- l'entité est en mesure de recenser et de valoriser les contributions volontaires en nature.

Article 211-4
Si l'entité estime que la présentation des contributions volontaires en nature n'est pas compatible avec son objet ou son principe de fonctionnement, l'entité indique les motifs de cette position et donne une information dans l'annexe sur la nature et l'importance des contributions volontaires en nature.

Article 431-10
L'entité fournit des informations sur les contributions volontaires en nature dont elle bénéficie.
Si l'entité décide de ne pas comptabiliser les contributions volontaires en nature, l'entité mentionne les motifs de cette décision et donne une information sur la nature et l'importance des contributions volontaires en nature.
Si l'entité décide de comptabiliser les contributions volontaires en nature, les modalités de recensement, de quantification et de valorisation des contributions volontaires en nature sont explicitées dans l'annexe.

## Modalités de mise en œuvre
Parce que la valorisation du bénévolat n'est pas anodine, il convient dans un premier temps d'en débattre et de voter sa mise en place lors d'un Conseil d'administration ou d'une assemblée générale.
La valorisation du bénévolat peut également être inscrite dans les statuts et validée lors de l'assemblée générale constitutive de l'association.

## Valorisation quantitative du bénévolat
La valorisation quantitative a pour objectif de chiffrer le coût de remplacement d'un bénévole par un salarié. Une méthodologie stricte et bien pensée est de rigueur afin d'éviter de gonfler artificiellement les coûts.
Un salarié coûte à son entreprise son salaire brut augmenté des cotisations et contributions patronales. Il convient donc, par analogie, de calculer un taux horaire "brut chargé".

### Recherche de salariés équivalents
La recherche de "salariés équivalents" fictifs en remplacement des bénévoles peut se faire :
- en demandant des devis à des entreprises de gestion ;
- en examinant des Conventions collectives nationales appropriées selon les activités de l'association ;
- en ne se basant que sur le SMIC en vigueur.

Une association sportive compte, entre autres, un bénévole chargé d'entraîner pendant 2 heures par semaine un groupe d'adultes.

### Estimation des cotisations patronales
L'estimation des cotisations patronales est délicate et doit être régulièrement actualisée selon les taux pratiqués .

### Schéma comptable
La valorisation du bénévolat est une information ; elle n'entre pas dans le calcul du résultat et ne figure pas dans le bilan.
Conformément à l'article 211-3 du règlement n°2019/06 du 5 décembre 2018 de l'Autorité des Normes Comptables, la valorisation du bénévolat est comptabilisée dans les comptes spéciaux (classe 8) du plan comptable des associations :
- au débit du compte 864 - "Personnel bénévole" ;
- au crédit du compte 875 - "Bénévolat".

Ces éléments figurent au pied du compte de résultat (c'est-à-dire après le résultat) dans un tableau à deux colonnes intitulé "Contributions volontaires en nature". La balance des comptes spéciaux doit donc être équilibrée.
Les précisions quant à la valorisation quantitative du bénévolat (taux horaires choisis) doivent être portées en annexe.

### Pièces extracomptables
Comme preuve du travail effectué pour le compte de l'association, le bénévole doit remplir une fiche, appelée fiche individuelle de temps qui indique :
- son nom et son prénom ;
- le cas échéant son numéro d'adhérent ;
- la nature du travail qu'il a effectué ;
- le temps qu'il a consacré à ce travail ;
- la date ;
- sa signature et le visa d'un responsable (en général le trésorier).

Ces fiches, dites "pièces extracomptables", doivent être gardées par l'association et présentées en cas de contrôle.

## Valorisation qualitative du bénévolat
L'association peut décider de ne pas comptabiliser le bénévolat car c'est parfois difficile à mettre en œuvre ou bien la valorisation est contraire à ses principes ou à ses objets.
Conformément à l'article 211-4 du règlement n°2019/06 du 5 décembre 2018 de l'Autorité des Normes Comptables, l'entité mentionne dans l'annexe :
- les motifs de sa décision de ne pas comptabiliser le bénévolat ;
- la nature et l'importance des contributions volontaires en nature, par exemple le nombre de bénévoles qui lui apportent son soutien.

L'importance des contributions peut être exprimée en nombre de bénévoles, en équivalents temps plein, en temps (heures, demi-journées, journées)...